# لشك خطي
لشك خطي (الاسم العلمي: Phtheirichthys lineatus) (بالإنجليزية: slender suckerfish)‏ هو نوع من الأسماك يتبع جنس اللشك الفتيرية من الفصيلة اللشكية.